# Puljić
Puljić und Puljic ist ein kroatischer Familienname.

## Namensträger
- Iris Puljić (* 1979), kroatische Fußballspielerin
- Madeleine Puljic (* 1986), deutschsprachige Schriftstellerin
- Tomislav Puljić (* 1983), kroatischer Fußballspieler
- Vinko Puljić (* 1945), römisch-katholischer Kardinal aus Bosnien-Herzegowina
- Želimir Puljić (* 1947), römisch-katholischer Erzbischof von Zadar
- Zvonimir Puljić (1947–2009), kroatischer Politiker